# Sotsugyō (chanson de Miliyah Kato)
Pour les articles homonymes, voir Sotsugyō.
Singles de Kato Miliyah
Jounetsu
(2005) Last Summer
(2006)
Sotsugyō est le 5e single de Kato Miliyah sorti sous le label Mastersix Foundation le 1er février 2006 au Japon. Il atteint la 23e place du classement de l'Oricon. Il se vend à 6 711 exemplaires la première semaine, et reste classé pendant 6 semaines, pour un total de 14 459 exemplaires vendus.
Caught up a été utilisé comme campagne publicitaire pour Mikicorp. Sotsugyō et Caught up se trouvent sur l'album Diamond Princess.

## Liste des titres
Toutes les paroles sont écrites par Miliyah Katō.
| 1. | Sotsugyō (ソツギョウ)                                      | 3rd Productions | 5:22 |
| 2. | Caught up                                                  | 3rd Productions | 4:10 |
| 3. | Ready or not                                               | 3rd Productions | 3:38 |
| 4. | Sotsugyō (DJ Mitsu the Beats School Gate Mix) (ソツギョウ) | 3rd Productions | 5:03 |